# Pericosmus melanostomus
Pericosmus melanostomus is een zee-egel uit de familie Pericosmidae.
De wetenschappelijke naam van de soort werd in 1948 gepubliceerd door Theodor Mortensen.